# Applikationsserver
Applikationsserver är en variant av klient-server- eller flernivåsystem där man kör programvaran eller delar av den på olika servrar och kopplar ihop det med olika komponentobjektgränssnitt som CORBA, .NET, J2EE eller DCOM till exempel.
Man brukar till exempel kalla servrarna inom J2EE-arkitekturen för applikationsservrar.
Ett typiskt exempel på system där en applikationsserver förekommer är ett flernivåsystem om tre skikt. En eller flera webbservrar hanterar anrop från ett flertal användare och kommunicerar med en eller flera applikationsservrar som i sin tur kommunicerar med en eller flera databasservrar.
Applikationsservrar:
- Geronimo (Apache)
- JBoss (JBoss)
- Windows 2000 (Microsoft)
- Novell exteNd (Novell)
- Openobject (OpenERP SA)

Applikationsservrar med J2EE-arkitektur
| Produkt                   | Leverantör              | Version    | Datum              | Plattform | Servlet | J2EE kompatibilitet | Licens      |  |
| ------------------------- | ----------------------- | ---------- | ------------------ | --------- | ------- | ------------------- | ----------- |  |
| Geronimo                  | Apache                  | 1.1.1      | 18 september, 2006 | J2EE      | 2.4     | 1.4                 | ASL         |  |
| JBoss                     | JBoss, Inc.             | 4.0.5      | 18 oktober, 2006   | J2EE      | 2.4     | 1.4                 | LGPL        |  |
| JBoss                     | JBoss, Inc.             | 3.2.8 SP1  | 2 mars, 2006       | J2EE      | 2.3     | 1.3                 | LGPL        |  |
| JOnAS                     | ObjectWeb               | 4.5.3      | 19 augusti, 2005   | J2EE      | 2.4     | 1.4                 | LGPL        |  |
| JRun                      | Macromedia              | 4          | 25 augusti, 2005   | J2EE      | 2.3     | 1.3                 | Kommersiell |  |
| Oracle Application Server | Oracle                  | 10.1.3.0.0 |                    | J2EE      | 2.3     | 1.3                 | Kommersiell |  |
| Orion application server  | Ironflare               | 2.0.7      | 23 mars, 2005      | J2EE      | 2.3     | 1.3                 | Kommersiell |  |
| Resin                     | Caucho Technology, Inc. | 3.0.4      | 6 juli, 2005       | J2EE      | 2.3     |                     | GPL         |  |
| Resin                     | Caucho Technology, Inc. | 2.1.16     | 15 februari, 2005  | J2EE      | 2.3     |                     | GPL         |  |
| WebLogic                  | BEA Systems, Inc.       | 9.2        | ?                  | J2EE      | 2.4     | 1.4                 | Kommersiell |  |
| WebSphere                 | IBM                     | 6.1.0.3    | 17 november, 2006  | J2EE      | 2.4     | 1.4                 | Kommersiell |  |